# Clitocybe odora
Clitocybe odorant
Espèce

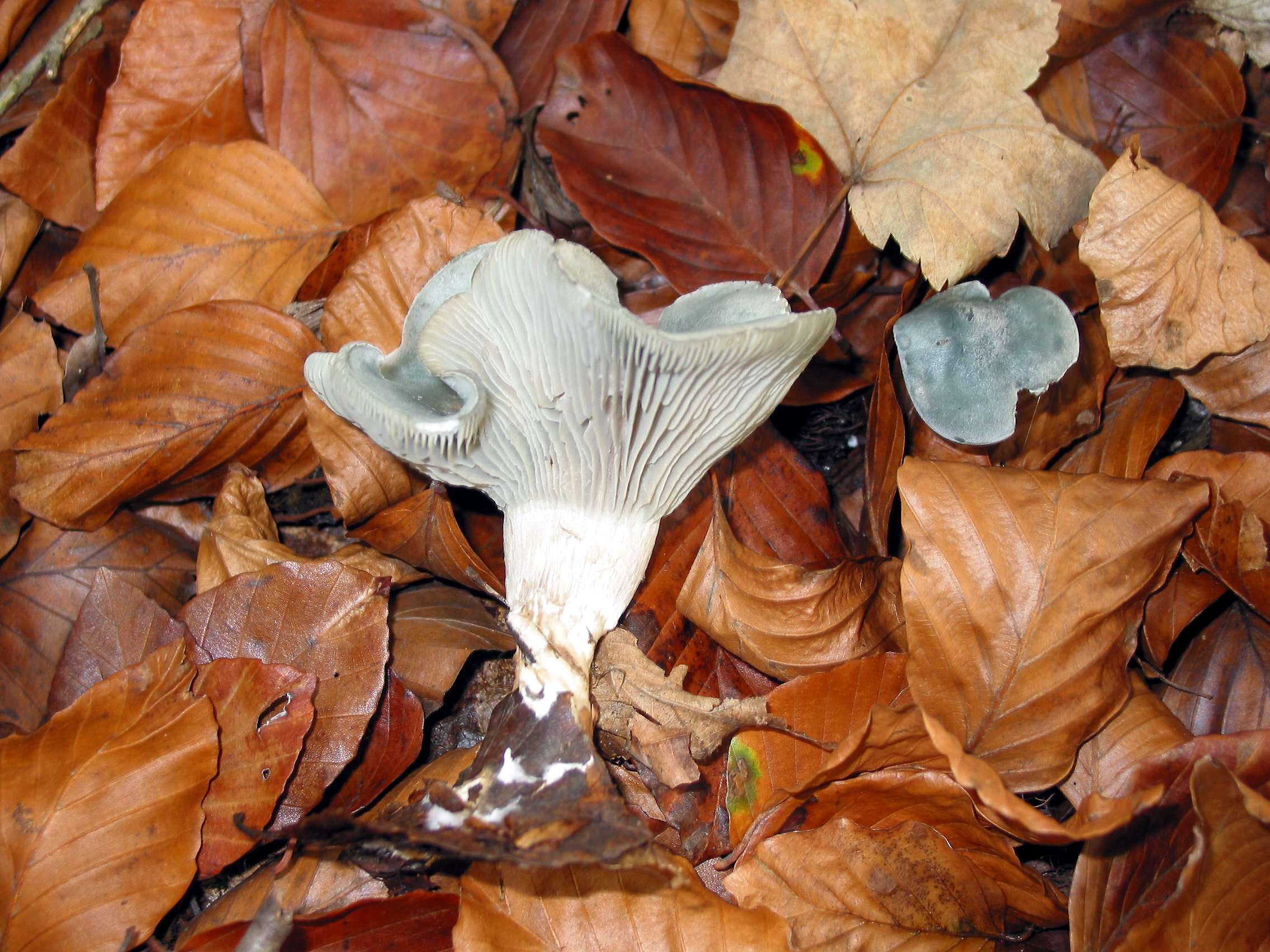
Clitocybe odora

Clitocybe odora, de son nom vernaculaire, le Clitocybe odorant ou Clitocybe anisé, est un champignon agaricomycète du genre Clitocybe et de la famille des Tricholomataceae.

## Description du sporophore
Hyménophore
(chapeau) : de 3 à 7 cm, convexe puis s'aplatissant, à marge finement enroulée 
Cuticule
hygrophane, de couleur bleu verdâtre à gris verdâtre, parfois partiellement décolorée et paraissant givrée ou pruineuse
Lames
fines et espacées, légèrement décurrentes, à lamelle et lamellules intercalées, de couleur blanche à blanchâtre à reflets glauques : néant
Stipe
(pied) fibrilleux et pruineux, souvent flexueux, s'épaississant plus ou moins à la base, de couleur bleu verdâtre pâle, plus clair vers la base, sans anneau
Odeur
exhalaison fortement et suavement anisée, même lorsqu'il est séché
Sporée
spores blanches

## Habitat
Saprophyte, principalement dans les bois de feuillus, moins fréquemment sous les conifères et parfois en lisière de ceux-ci, à partir du milieu de l'été et jusqu'à la fin de l'automne.

## Confusions
Peu probable dans des conditions normales en raison de la couleur qui le distingue des autres membres de la famille ainsi que son odeur anisée typique. Il existe toutefois d'autres clitocybes sentant plus ou moins l'anis tels que Clitocybe anisata, cistophila, fragrans, obsoleta, rufuloalutacea ou suaveolens

## Comestibilité
Comestible de bonne qualité, il est le plus souvent utilisé comme condiment. Il est possible comme avec la truffe, de le mettre dans un bocal avec œuf qui en prendra le parfum.